# ویلیام کریستی میلر
ویلیام کریستی میلر (انگلیسی: W. Chrystie Miller؛ ۱۰ اوت ۱۸۴۳ – ۲۳ سپتامبر ۱۹۲۲) بازیگر اهل ایالات متحده آمریکا بود.
از فیلم‌ها یا برنامه‌های تلویزیونی که وی در آن نقش داشته است می‌توان به در کالیفرنیای قدیم، محتکر گندم، نبرد، دو برادر، در ایتالیای کوچک اشاره کرد.